# Lobelina
Lobelina (też: lobelia, latelional) – organiczny związek chemiczny z grupy alkaloidów piperydynowych występujący w nasionach lobelii rozdętej (Lobelia inflata). Niegdyś stosowana w medycynie jako środek o działaniu wymiotnym oraz pobudzającym ośrodek oddechowy, a także jako środek przeciwastmatyczny. Lobelina była podawana palaczom, gdyż powodowała wymioty tuż po zapaleniu papierosa, jednak ze względu na jej toksyczność oraz brak dowodów na skuteczność takiej terapii antynikotynowej, została wycofana z lecznictwa.
Towarzyszą jej inne alkaloidy, takie jak lobelanina i lobelanidyna.